# Autoroute M6 (Hongrie)
Pour les articles homonymes, voir M6 et Autoroute du Sud.
L'autoroute hongroise M6 est une autoroute qui relie Budapest à la Croatie via Dunaújváros et Mohács. Elle correspond à la route européennes E 73.

## Capacité
| Section | Capacité | Longueur |
| ------- | -------- | -------- |
| -       |          | 191 km   |

## Routes Européennes
L’autoroute M6 est aussi :
| Numéro | Tracé                                          |
| ------ | ---------------------------------------------- |
| E73    | Sur toute sa longueur (Nagytétény M0 - Babarc) |